# Gary Valenciano
Gary Valenciano, nato Edgardo José Martín Santiago Valenciano (Manila, 6 agosto 1964), è un cantante e attore filippino.
Spesso indicato comunemente come Gary V. oppure Mr. Pure Energy, è una delle figure più note del panorama musicale filippino. Nel corso della sua lunga carriera ha pubblicato più di 30 album ed è stato premiato in undici occasioni come "miglior performer maschile" agli Awit Awards. Nel 1998 è diventato il primo ambasciatore nazionale di UNICEF Filippine.

## Biografia
Gary Valenciano nasce il 6 agosto 1964 a Manila, sesto di sette figli di una modesta famiglia. Sua madre Grimilda Santiago Ortíz, di origini italo-portoricane, era una cantante opera a Manila durante gli anni sessanta, mentre suo padre Vicente Valenciano, originario di Bicol, era un fotografo professionale.